# Omertà
« Omerta » redirige ici. Pour les autres significations, voir Omerta (homonymie).
 (janvier 2024).
Si vous disposez d'ouvrages ou d'articles de référence ou si vous connaissez des sites web de qualité traitant du thème abordé ici, merci de compléter l'article en donnant les références utiles à sa vérifiabilité et en les liant à la section « Notes et références ».
L'omertà  est un vocable sicilien propre au champ lexical de la mafia. On le traduit généralement par « loi du silence ». La loi du silence est la règle tacite imposée par les mafieux dans le cadre de leurs affaires criminelles[source insuffisante] : elle implique, entre autres, la non-dénonciation de crimes et le faux-témoignage. L'omertà s'impose non seulement aux mafieux, mais aussi à tous ceux qui seraient susceptibles de témoigner contre eux en justice. Le châtiment pour la violation de cette loi est la mort.

## Étymologie
Omertà vient d'une contraction d'omo, qui veut dire « homme », et d'umirtà, variante de umiltà, qui veut dire « humilité ». L'omertà relève donc des « hommes humbles », notion à rapprocher de la società onorata, « société des hommes d'honneur », comme se baptise elle-même la mafia. Cela signifie qu'il n'y pas de règle écrite dans la mafia, rien qui puisse laisser des traces, mais uniquement un comportement selon lequel on est digne d'être un homme et donc de vivre. Quiconque trahit cette « règle de conduite », ou « code d'honneur », mérite donc la mort car il déroge à la règle du silence, ou loi du silence, qui veut que quand on voit un crime, on ne le répète pas, on ne réagit même pas, mais on laisse passer le temps, comme si de rien n'était, et on passe à l'action une fois le temps passé.
Une autre étymologie possible serait issue de l'arabe el amr wa't'ta'a, signifiant « l'ordre et l'obéissance ». Il s'agit, selon Abdelwahab Meddeb, des « termes qui régissent le mécanisme oriental de l’autorité liant automatiquement l’ordre émis par le Prince (al-amr) à l’obéissance aveugle du sujet (at’-t’â’a). »

## Briser l'omertà
Les mafieux respectent cette loi non écrite, tacite, car ils sont bien conscients que si l'un d'eux la bafoue pour compromettre un clan ennemi, ce même ennemi est capable d'en faire autant. Autrement dit, pour éviter son autodestruction, la mafia s'impose cette règle qui a été bien respectée jusqu'à présent (à l'exception de quelques repentis)[réf. souhaitée]. L'omertà explique en grande partie le fait que la mafia soit toujours aussi puissante après plus d'un siècle de traque.
Afin d'aider à briser cette loi du silence, de nombreux systèmes judiciaires ont mis en place des procédures de témoignage sous X, qui permettent à un témoin de livrer des informations en gardant l'anonymat, ainsi que des réductions de peine, pour inciter les criminels à témoigner contre leur organisation. Le mafieux qui collabore avec la police est appelé repenti par la justice et traître par la mafia. Une autre procédure mise en place est la protection des témoins : maison surveillée par la police, déplacements escortés, voire changement d'identité avec déménagement à l'autre bout du pays dans le cadre du programme fédéral des États-Unis pour la protection des témoins (procédure du FBI). Ces procédures ont été efficaces[réf. nécessaire] et se sont développées à la fin du XXe siècle.
L'arme la plus souvent employée par la mafia italienne pour exécuter un traître au sein de son organisation était la lupara. Ce fusil était utilisé pour la chasse aux loups en Sicile, d'où son nom de lupara (du latin lupus, « loup »). La lupara fut l'arme la plus utilisée jusqu'à la fin du XIXe siècle. Au début du XXe siècle, dans le Chicago d'Al Capone, elle fut remplacée par le pistolet mitrailleur Thompson, à laquelle succéderont le Beretta 9mm, le Uzi et le fusil à pompe. Par extension, on appelle lupara les fusils à canon sciés comme ceux utilisés par les gardes du corps de Michael Corleone dans la trilogie du Parrain.[réf. nécessaire][pertinence contestée]
Dans des temps plus récents, la mafia exécute la personne qui, en prison, brise la loi du silence, à l'aide de café empoisonné à la strychnine venant de l'extérieur ou, le plus souvent, avec la complicité d'autres prisonniers[source insuffisante].